# Список выходов в открытый космос со 101-го по 150-й (1992—1997 годы)
Предыдущие выходы в открытый космос: Список выходов в открытый космос с 51-го по 100-й (1984—1992 годы)
Последующие выходы в открытый космос: Список выходов в открытый космос со 151-го по 200-й (1997—2001 годы)

## Главные события
- впервые в открытом космосе одновременно четыре человека (два пересекающихся во времени выхода в открытый космос из двух различных космических аппаратов — российской станции «Мир» и американского шаттла «Дискавери») — 16 сентября 1993;
- Александр Серебров стал первым космонавтом, выполнившим десять выходов в открытый космос за карьеру — 29 октября 1993;
- первый выход в открытый космос астронавта ЕКА (Томас Райтер) — 20 октября 1995.

| №    | Полёт                                   | Участники, скафандры                                                                  | Начало (UTC)           | Окончание (UTC)        | Длительность, критерий | Комментарий |
| ---- | --------------------------------------- | ------------------------------------------------------------------------------------- | ---------------------- | ---------------------- | ---------------------- | --- |
| 101. | STS-49 ВКД-4 (из «Индевора»)            | Кэтрин Торнтон EMU № 2016 Томас Эйкерс EMU № 2014                                     | 14 мая 1992 21:07      | 15 мая 1992 04:52      | 7 ч 45 мин             | Сборка пирамидальной фермы ASEM и эксперименты с нею |
| 102. | Мир ЭО-11 (из модуля «Квант-2»)         | Александр Викторенко Орлан-ДМА № 15 Александр Калери Орлан-ДМА № 14                   | 8 июля 1992 12:38      | 8 июля 1992 14:41      | 2 ч 3 мин              | Установка насадки на технологический клапан на модуле «Квант-2» на станции «Мир» для обеспечения вакуумирования монтируемых внутри модуля гиродинов, снятие кассеты «Плёнка-4», испытание прибора ночного видения |
| 103. | Мир ЭО-12 ВКД-1 (из модуля «Квант-2»)   | Анатолий Соловьёв Орлан-ДМА № 15 Сергей Авдеев Орлан-ДМА № 14                         | 3 сентября 1992 13:32  | 3 сентября 1992 17:28  | 3 ч 56 мин             | Извлечение выносной двигательной установки ВДУ-1 из грузового корабля «Прогресс М-14», установка устройства для фиксации фермы «Софора» |
| 104. | Мир ЭО-12 ВКД-2 (из модуля «Квант-2»)   | Анатолий Соловьёв Орлан-ДМА № 15 Сергей Авдеев Орлан-ДМА № 14                         | 7 сентября 1992 11:47  | 7 сентября 1992 16:55  | 5 ч 8 мин              | Прокладка электрокабеля по ферме «Софора» на станции «Мир» для управления выносной двигательной установкой ВДУ-1, установка шести подкосов для усиления жесткости «Софоры», снятие остатков флага СССР с вершины фермы |
| 105. | Мир ЭО-12 ВКД-3 (из модуля «Квант-2»)   | Анатолий Соловьёв Орлан-ДМА № 15 Сергей Авдеев Орлан-ДМА № 14                         | 11 сентября 1992 10:06 | 11 сентября 1992 15:50 | 5 ч 44 мин             | Складывание фермы «Софора» на станции «Мир» в районе шарнирного звена, установка и подключение выносной двигательной установки ВДУ-1 на вершине «Софоры», поднятие фермы в рабочее положение |
| 106. | Мир ЭО-12 ВКД-4 (из модуля «Квант-2»)   | Анатолий Соловьёв Орлан-ДМА № 15 Сергей Авдеев Орлан-ДМА № 14                         | 15 сентября 1992 07:49 | 15 сентября 1992 11:22 | 3 ч 33 мин             | Перевод антенны АКР-ВКА № 3 радиотехнической системы «Курс» на модуле «Кристалл» станции «Мир» в положение для стыковки с кораблями, оснащёнными андрогинно-периферийными стыковочными агрегатами. Снятие фрагментов фотоэлектрических преобразователей с экспериментальной панели дополнительной монтируемой солнечной батареи на Базовом блоке. Демонтаж образцов конструкционных материалов и панели микрометеоритного контроля с модуля «Квант-2» |
|      |                                         |                                                                                       |                        |                        |                        | |
| 107. | STS-54 (из «Индевора»)                  | Грегори Харбо EMU № 2018 Марио Ранко EMU № 2015                                       | 17 января 1993 10:50   | 17 января 1993 15:18   | 4 ч 28 мин             | Выход по тренировочной программе DTO 1210: отработка перемещения громоздкого тяжелого груза (астронавта), испытание инструментов и якоря |
| 108. | Мир ЭО-13 ВКД-1 (из модуля «Квант-2»)   | Геннадий Манаков Орлан-ДМА № 15 Александр Полещук Орлан-ДМА № 14                      | 19 апреля 1993 17:15   | 19 апреля 1993 22:40   | 5 ч 25 мин             | Перенос с помощью грузовой стрелы ГСт-2 с модуля «Кристалл» станции «Мир» и установка на модуле «Квант» электропривода для первой многоразовой солнечной батареи. Потеряна ручка управления стрелой по тангажу |
| 109. | Мир ЭО-13 ВКД-2 (из модуля «Квант-2»)   | Геннадий Манаков Орлан-ДМА № 15 Александр Полещук Орлан-ДМА № 14                      | 18 июня 1993 17:25     | 18 июня 1993 21:58     | 4 ч 33 мин             | Монтаж новой ручки управления грузовой стрелой ГСт-2 по тангажу. Перенос с помощью стрелы с модуля «Кристалл» станции «Мир» и установка на модуле «Квант» электропривода для второй многоразовой солнечной батареи, съёмка разворотов остронаправленной антенны на Базовом блоке |
| 110. | STS-57 (из «Индевора»)                  | Дэвид Лоу EMU № 2018 Джеффри Уайсофф EMU № 2020                                       | 25 июня 1993 13:07     | 25 июня 1993 18:57     | 5 ч 50 мин             | Выход по тренировочным программам DTO 1210 и DTO 671: отработка перемещения груза (астронавта) при нахождении на манипуляторе RMS, отворачивание и заворачивание болтов при нахождении на якоре. Фиксация антенн европейского спутника-платформы Eureca |
| 111. | Мир ЭО-14 ВКД-1 (из модуля «Квант-2»)   | Василий Циблиев Орлан-ДМА № 25 Александр Серебров Орлан-ДМА № 14                      | 16 сентября 1993 05:58 | 16 сентября 1993 10:16 | 4 ч 18 мин             | Демонтаж и выбрасывание рабочей площадки с якорями, использовавшейся при сборке фермы «Софора». Установка фермы «Рапана» на модуле «Квант» станции «Мир». Монтаж аппаратуры «Индикатор» на «Софоре» для измерения параметров собственной внешней атмосферы. Установка кассеты «Плёнка-5» с образцами материалов и рамы «Страховка» с образцами фалов и крепежных элементов на модуле «Квант-2». Впервые в открытом космосе одновременно четыре человека |
| 112. | STS-51 (из «Дискавери»)                 | Карл Уолз EMU № 2025 Джеймс Ньюман EMU № 2023                                         | 16 сентября 1993 08:32 | 16 сентября 1993 15:37 | 7 ч 5 мин              | Выход по тренировочным программам DTO 1210 и DTO 671: испытание инструментов для ремонта Космического телескопа имени Хаббла HST, перчаток скафандров, фалов и якоря. Впервые в открытом космосе одновременно четыре человека |
| 113. | Мир ЭО-14 ВКД-2 (из модуля «Квант-2»)   | Василий Циблиев Орлан-ДМА № 25 Александр Серебров Орлан-ДМА № 14                      | 20 сентября 1993 03:52 | 20 сентября 1993 07:05 | 3 ч 13 мин             | Раскрытие 5-метровой фермы «Рапана» на модуле «Квант» станции «Мир», установка пяти платформ научной аппаратуры на «Рапане», демонтаж аппаратуры «Данко-М» на модуле «Квант-2» |
| 114. | Мир ЭО-14 ВКД-3 (из модуля «Квант-2»)   | Василий Циблиев (по пояс) Орлан-ДМА № 25 Александр Серебров Орлан-ДМА № 14            | 28 сентября 1993 00:57 | 28 сентября 1993 02:48 | 1 ч 51 мин             | Снятие одной панели американской аппаратуры TREK и установка новой аппаратуры «Данко-М» и кассеты СКК на модуле «Квант-2» станции «Мир». Серебров случайно потерял одну из панелей системы микрометеоритного контроля. Выход сокращён из-за отказа системы терморегулирования скафандра Циблиева |
| 115. | Мир ЭО-14 ВКД-4 (из модуля «Квант-2»)   | Василий Циблиев Орлан-ДМА № 25 Александр Серебров (по пояс) Орлан-ДМА № 14            | 22 октября 1993 15:47  | 22 октября 1993 16:25  | 38 мин                 | Установка панелей системы микрометеоритного контроля на модуле «Квант-2» станции «Мир». Выход сокращён вследствие отсутствия подачи кислорода из основного баллона скафандра Сереброва. Александр Серебров стал первым космонавтом, выполнившим девять выходов в открытый космос за карьеру. |
| 116. | Мир ЭО-14 ВКД-5 (из модуля «Квант-2»)   | Василий Циблиев Орлан-ДМА № 25 Александр Серебров Орлан-ДМА № 18                      | 29 октября 1993 13:38  | 29 октября 1993 17:50  | 4 ч 12 мин             | Программа «Панорама»: осмотр и видеосъёмка элементов внешней конструкции станции «Мир», теплообменников, остронаправленной антенны, ферм «Софора» и «Рапана» и поручней, замена мата экранно-вакуумной теплоизоляции. Инспекция правой панели солнечной батареи Базового блока, повреждённой микрометеоритом. Демонтаж съёмной кассеты-контейнера СКК-3. Выбрасывание скафандра «Орлан-ДМА» № 14. Александр Серебров стал первым космонавтом, выполнившим десять выходов в открытый космос за карьеру.                                                         |
| 117. | STS-61 ВКД-1 (из «Индевора»)            | Джеффри Хоффман EMU № 2014 Стори Масгрейв EMU № 2026                                  | 5 декабря 1993 03:44   | 5 декабря 1993 11:38   | 7 ч 54 мин             | Замена на Космическом телескопе имени Хаббла HST двух блоков гироскопов RSU-2 и −3, двух блоков электроники ECU-1 и −3 и восьми плавких предохранителей. Проблема с закрытием створок телескопа |
| 118. | STS-61 ВКД-2 (из «Индевора»)            | Кэтрин Торнтон EMU № 2030 Томас Эйкерс EMU № 2029                                     | 6 декабря 1993 03:29   | 6 декабря 1993 10:05   | 6 ч 36 мин             | Замена на Космическом телескопе имени Хаббла HST обеих панелей солнечных батарей, выбрасывание правой панели |
| 119. | STS-61 ВКД-3 (из «Индевора»)            | Джеффри Хоффман EMU № 2014 Стори Масгрейв EMU № 2026                                  | 7 декабря 1993 03:36   | 7 декабря 1993 10:23   | 6 ч 47 мин             | Замена на Космическом телескопе имени Хаббла HST широкоугольной и планетарной камеры WFPC на WFPC-2 и двух магнитометров MSS-3 и −4 |
| 120. | STS-61 ВКД-4 (из «Индевора»)            | Кэтрин Торнтон EMU № 2030 Томас Эйкерс EMU № 2029                                     | 8 декабря 1993 03:13   | 8 декабря 1993 10:03   | 6 ч 50 мин             | Замена на Космическом телескопе имени Хаббла HST высокоскоростного фотометра HSP на комплект корректирующей оптики COSTAR, установка сопроцессора с дополнительными блоками памяти для БЦВМ DF-224 |
| 121. | STS-61 ВКД-5 (из «Индевора»)            | Джеффри Хоффман EMU № 2014 Стори Масгрейв EMU № 2026                                  | 9 декабря 1993 03:30   | 9 декабря 1993 10:51   | 7 ч 21 мин             | Замена на Космическом телескопе имени Хаббла HST блока электроники привода панели первой солнечной батареи, установка дополнительного блока переключений и кабеля для Годдардовского спектрографа высокого разрешения GHRS |
|      |                                         |                                                                                       |                        |                        |                        | |
| 122. | Мир ЭО-16 ВКД-1 (из модуля «Квант-2»)   | Юрий Маленченко Орлан-ДМА № 25 Талгат Мусабаев Орлан-ДМА № 18                         | 9 сентября 1994 07:00  | 9 сентября 1994 12:06  | 5 ч 6 мин              | Установка немецкой аппаратуры REM для мониторинга радиационной обстановки и пробитие отверстий для грузовой стрелы ГСт-4 на Базовом блоке станции «Мир», ремонт экранно-вакуумной теплоизоляции на переходном отсеке, повреждённой при столкновении с кораблём «Союз ТМ-17» в январе 1994 года, монтаж оборудования «Платан-Н» № 4 и 5 и замена кассеты «Плёнка-5» на съёмную кассету СКК на модуле «Квант-2» |
| 123. | Мир ЭО-16 ВКД-2 (из модуля «Квант-2»)   | Юрий Маленченко Орлан-ДМА № 25 Талгат Мусабаев Орлан-ДМА № 18                         | 13 сентября 1994 06:31 | 13 сентября 1994 12:32 | 6 ч 1 мин              | Устранение сантиметровых зазоров между фланцами ферменных опор и фланцами контейнеров с электроприводами для многоразовых солнечных батарей на модуле «Квант» станции «Мир» путём установки стягивающих струбцин, подтягивание узлов крепления фермы «Софора», снятие части платформ научной аппаратуры с фермы «Рапана», подключение антенны для радиолюбительской связи, осмотр солнечно-звёздного датчика |
| 124. | STS-64 (из «Дискавери»)                 | Марк Ли EMU № 2032 Карл Мид EMU № 2029                                                | 16 сентября 1994 14:42 | 16 сентября 1994 21:33 | 6 ч 51 мин             | Испытания установки аварийного перемещения SAFER с демонстрацией спасения астронавта и поворотного якоря APFR |
|      |                                         |                                                                                       |                        |                        |                        | |
| 125. | STS-63 (из «Дискавери»)                 | Майкл Фоул EMU № 2029 Бернард Харрис EMU № 2032                                       | 9 февраля 1995 11:56   | 9 февраля 1995 16:35   | 4 ч 39 мин             | Выход по программе EDFT-1 (испытания новых средств обеспечения теплового комфорта при работе в скафандре EMU, перемещение и вращение тяжелого груза — спутника-платформы Spartan 204) завершён досрочно из-за замерзания астронавтов. Харрис — первый темнокожий в открытом космосе |
| 126. | Мир ЭО-18 ВКД-1 (из модуля «Квант-2»)   | Владимир Дежуров Орлан-ДМА № 27 Геннадий Стрекалов Орлан-ДМА № 18                     | 12 мая 1995 04:20      | 12 мая 1995 10:35      | 6 ч 15 мин             | Перезакрепление электропривода для многоразовой солнечной батареи МСБ-4 на модуле «Квант» станции «Мир», прокладка и подключение кабелей питания электропривода, обеспечение частичного складывания (три секции из 36) панели МСБ-4 на модуле «Кристалл» |
| 127. | Мир ЭО-18 ВКД-2 (из модуля «Квант-2»)   | Владимир Дежуров Орлан-ДМА № 27 Геннадий Стрекалов Орлан-ДМА № 18                     | 17 мая 1995 02:38      | 17 мая 1995 09:20      | 6 ч 42 мин             | Полное складывание панели многоразовой солнечной батареи МСБ-4 на модуле «Кристалл» станции «Мир» и перенос её на модуль «Квант» с помощью грузовой стрелы ГСт-2 |
| 128. | Мир ЭО-18 ВКД-3 (из модуля «Квант-2»)   | Владимир Дежуров Орлан-ДМА № 27 Геннадий Стрекалов Орлан-ДМА № 18                     | 22 мая 1995 00:10      | 22 мая 1995 05:25      | 5 ч 15 мин             | Монтаж, подключение и обеспечение раскрытия панели многоразовой солнечной батареи МСБ-4 на модуле «Квант» станции «Мир», обеспечение частичного складывания (13 из 36 секций) панели МСБ-2 на модуле «Кристалл» |
| 129. | Мир ЭО-18 ВКД-4 (из ПхО Базового блока) | Владимир Дежуров (по пояс) Орлан-ДМА № 27 Геннадий Стрекалов (по пояс) Орлан-ДМА № 18 | 28 мая 1995 22:22      | 28 мая 1995 22:43      | 21 мин                 | Перестановка конусной крышки на переходном отсеке Базового блока станции «Мир» с узла по оси -Y на узел по оси -Z для обеспечения перестыковки модуля «Кристалл» с узла по оси -X на узел по оси -Z |
| 130. | Мир ЭО-18 ВКД-5 (из ПхО Базового блока) | Владимир Дежуров (по пояс) Орлан-ДМА № 27 Геннадий Стрекалов (по пояс) Орлан-ДМА № 18 | 1 июня 1995 22:05      | 1 июня 1995 22:28      | 23 мин                 | Перестановка конусной крышки на переходном отсеке Базового блока станции «Мир» с узла по оси -Z на узел по оси -Y для обеспечения перестыковки модуля «Спектр» с узла по оси -X на узел по оси -Y |
| 131. | Мир ЭО-19 ВКД-1 (из модуля «Квант-2»)   | Анатолий Соловьёв Орлан-ДМА № 27 Николай Бударин Орлан-ДМА № 18                       | 14 июля 1995 03:56     | 14 июля 1995 09:30     | 5 ч 34 мин             | Ликвидация зацепления грузовой стрелы ГСт-2 и панели солнечной батареи СБ-2 модуля «Квант-2» станции «Мир», осмотр конусов модулей «Спектр» и «Кристалл» на предмет возможного соприкосновения при перестыковке «Кристалла» 10 июля 1995 с узла по оси -Z на узел по оси -X на переходном отсеке Базового блока, осмотр привалочного шпангоута стыковочного агрегата по оси -Z на предмет поиска причины негерметичности люка, обеспечение раскрытия панели дополнительной солнечной батареи ДСБ-4 на модуле «Спектр» путём перерезания тяги узла её зачековки |
| 132. | Мир ЭО-19 ВКД-2 (из модуля «Квант-2»)   | Анатолий Соловьёв (по пояс) Орлан-ДМА № 27 Николай Бударин Орлан-ДМА № 18             | 19 июля 1995 00:39     | 19 июля 1995 03:47     | 3 ч 8 мин              | Демонтаж панели американской аппаратуры TREK, оборудования «Платан-Н» № 4, рамы «Страховка» и съёмных кассет-контейнеров СКК-4 и СКК-12 и установка двух панелей «Компласт» с образцами на модуле «Квант-2» станции «Мир». Проблемы с системой охлаждения скафандра Соловьёва |
| 133. | Мир ЭО-19 ВКД-3 (из модуля «Квант-2»)   | Анатолий Соловьёв Орлан-ДМА № 27 Николай Бударин Орлан-ДМА № 18                       | 21 июля 1995 00:28     | 21 июля 1995 06:18     | 5 ч 50 мин             | Установка и подключение бельгийского инфракрасного атмосферного спектрометра MIRAS на модуле «Спектр» станции «Мир», установка антенны радиолюбительской связи на Базовом блоке, дораскрытие панели дополнительной солнечной батареи ДСБ-4 на модуле «Спектр», монтаж насадки на технологический клапан КЗ5 на модуле «Квант-2» для обеспечения вакуумирования системы получения кислорода «Электрон-В» |
| 134. | STS-63 (из «Индевора»)                  | Джеймс Восс EMU № 2042 Майкл Гернхардт EMU № 2041                                     | 16 сентября 1995 08:17 | 16 сентября 1995 15:03 | 6 ч 46 мин             | Выход по программе EDFT-2: установка температурных датчиков, испытание инструментов и приспособлений для будущей сборки и обслуживания МКС, оборудования для скафандров EMU (нарукавная электронная книжка ECC, нашлемные светильники) и новых средств обеспечения теплового комфорта при работе в скафандре |
| 135. | Мир ЭО-20 ВКД-1 (из модуля «Квант-2»)   | Сергей Авдеев Орлан-ДМА № 18 Томас Райтер Орлан-ДМА № 26                              | 20 октября 1995 11:50  | 20 октября 1995 17:06  | 5 ч 16 мин             | Первый выход в открытый космос астронавта ЕКА и гражданина Германии. Установка европейского оборудования ESEF (блоки механики БМК-1 и БМК-2 с вставляемыми кассетами для экспонирования образцов и аппаратура для определения параметров собственной внешней атмосферы станции) и замена четырёх кассет в блоках детектора межзвёздного газа KOMZA на модуле «Спектр» станции «Мир» |
| 136. | Мир ЭО-20 ВКД-2 (из ПхО Базового блока) | Юрий Гидзенко (по пояс) Орлан-ДМА № 25 Сергей Авдеев (внутри) Орлан-ДМА № 18          | 8 декабря 1995 19:23   | 8 декабря 1995 19:52   | 29 мин                 | Установка конусной крышки на переходном отсеке Базового блока станции «Мир» на узле по оси +Z для обеспечения перестыковки модуля «Природа» с узла по оси -X на узел по оси +Z, осмотр привалочной плоскости стыковочного узла по оси +Z |
|      |                                         |                                                                                       |                        |                        |                        | |
| 137. | STS-72 ВКД-1 (из «Индевора»)            | Лерой Чиао EMU № 2041 Даниэль Барри EMU № 2042                                        | 15 января 1996 05:34   | 15 января 1996 11:43   | 6 ч 9 мин              | Выход по программе EDFT-3: испытание инструментов и оборудования (переносная рабочая платформа PWP, средства крепления инструмента, якорь, короб с кабелями и магистралями) для будущей сборки и обслуживания МКС |
| 138. | STS-72 ВКД-2 (из «Индевора»)            | Лерой Чиао EMU № 2041 Уинстон Скотт EMU № 2043                                        | 17 января 1996 05:40   | 17 января 1996 12:33   | 6 ч 53 мин             | Выход по программе EDFT-3: отработка стыковки информационных, электрических и гидромагистралей между секциями для будущей сборки и обслуживания МКС, испытание инструментов, переносной рабочей платформы PWP и лееров, оценка новых средств обеспечения теплового комфорта при работе в скафандре EMU |
| 139. | Мир ЭО-20 ВКД-3 (из модуля «Квант-2»)   | Юрий Гидзенко Орлан-ДМА № 25 Томас Райтер Орлан-ДМА № 26                              | 8 февраля 1996 14:03   | 8 февраля 1996 17:09   | 3 ч 6 мин              | Замена кассет в блоках механики БМК-1 и БМК-2 европейского оборудования ESEF на модуле «Спектр» станции «Мир», выведение средства перемещения космонавта СПК из шлюзового специального отсека модуля «Квант-2» и фиксация его на выходном устройстве |
| 140. | Мир ЭО-21 ВКД-1 (из модуля «Квант-2»)   | Юрий Онуфриенко Орлан-ДМА № 25 Юрий Усачёв Орлан-ДМА № 26                             | 15 марта 1996 01:04    | 15 марта 1996 06:55    | 5 ч 51 мин             | Установка 15-метровой грузовой телескопической стрелы ГСт-4 на Базовом блоке станции «Мир», перезакрепление электропривода для российско-американской солнечной батареи MCSA на модуле «Квант», прокладка и подключение кабелей питания электропривода |
| 141. | STS-76 (из «Атлантиса»)                 | Линда Годвин EMU № 2039 Майкл Клиффорд EMU № 2044                                     | 27 марта 1996 06:36    | 27 марта 1996 12:38    | 6 ч 2 мин              | Установка четырёх американских контейнеров MEEP с образцами материалов и снятие американской телекамеры на стыковочном отсеке станции «Мир», выход по программе EDFT-4 (испытание фалов с карабинами и якоря PFR) |
| 142. | Мир ЭО-21 ВКД-2 (из модуля «Квант-2»)   | Юрий Онуфриенко Орлан-ДМА № 25 Юрий Усачёв Орлан-ДМА № 26                             | 20 мая 1996 22:50      | 21 мая 1996 04:10      | 5 ч 20 мин             | Перенос со стыковочного отсека станции «Мир» с помощью грузовой стрелы ГСт-4 и установка на модуле «Квант» российско-американской солнечной батареи MCSA, рекламная телевизионная съёмка надувной голубой банки Pepsi длиной 1.2 м |
| 143. | Мир ЭО-21 ВКД-3 (из модуля «Квант-2»)   | Юрий Онуфриенко Орлан-ДМА № 25 Юрий Усачёв Орлан-ДМА № 26                             | 24 мая 1996 20:47      | 25 мая 1996 02:30      | 5 ч 43 мин             | Ручное раскрытие и подключение панели российско-американской солнечной батареи MCSA на модуле «Квант» станции «Мир» |
| 144. | Мир ЭО-21 ВКД-4 (из модуля «Квант-2»)   | Юрий Онуфриенко Орлан-ДМА № 25 Юрий Усачёв Орлан-ДМА № 26                             | 30 мая 1996 18:20      | 30 мая 1996 22:40      | 4 ч 20 мин             | Установка и подключение модульного оптико-электронного многоспектрального стереосканера MOMS-2P и переходного поручня на модуле «Природа» станции «Мир», дополнительное взведение автоматически невзведённых антенн радиометров «Дельта» и Р-400 |
| 145. | Мир ЭО-21 ВКД-5 (из модуля «Квант-2»)   | Юрий Онуфриенко Орлан-ДМА № 25 Юрий Усачёв Орлан-ДМА № 26                             | 6 июня 1996 16:56      | 6 июня 1996 20:30      | 3 ч 34 мин             | Установка съёмной кассеты-контейнера СКК-11, детектора пыли и мусора PIE и аппаратуры для исследования космических частиц MSRE на модуле «Квант-2» станции «Мир», замена четырёх кассет в блоках детектора межзвёздного газа KOMZA на модуле «Спектр», рекламная телевизионная съёмка надувной голубой банки Pepsi длиной 1.2 м |
| 146. | Мир ЭО-21 ВКД-6 (из модуля «Квант-2»)   | Юрий Онуфриенко Орлан-ДМА № 25 Юрий Усачёв Орлан-ДМА № 26                             | 13 июня 1996 12:45     | 13 июня 1996 18:27     | 5 ч 42 мин             | Дораскрытие антенны радиолокатора «Траверс-1П» на модуле «Природа» станции «Мир», снятие платформ научной аппаратуры с фермы «Рапана», демонтаж «Рапаны» и её крепление к ферме «Софора», установка и ручное раскрытие фермы «Стромбус» высотой 5.9 м на модуле «Квант» |
| 147. | Мир ЭО-22 ВКД-1 (из модуля «Квант-2»)   | Валерий Корзун Орлан-ДМА № 27 Александр Калери Орлан-ДМА № 26                         | 2 декабря 1996 15:54   | 2 декабря 1996 21:51   | 5 ч 57 мин             | Прокладка электрокабеля длиной 22 м от основания дополнительной монтируемой солнечной батареи на Базовом блоке станции «Мир» до модуля «Квант» для подключения второй половины мощности российско-американской солнечной батареи MCSA, установка фермы «Рапана» на ферму «Стромбус» на модуле «Квант» |
| 148. | Мир ЭО-22 ВКД-2 (из модуля «Квант-2»)   | Валерий Корзун Орлан-ДМА № 27 Александр Калери Орлан-ДМА № 26                         | 9 декабря 1996 13:52   | 9 декабря 1996 20:28   | 6 ч 36 мин             | Установка антенны АКР-ВКА радиотехнической системы «Курс» на стыковочном отсеке станции «Мир» и её подключение на модуле «Кристалл» вместо антенны 2АР-ВКА, подстыковка электрокабеля на Базовом блоке для подключения второй половины мощности российско-американской солнечной батареи MCSA модуля «Квант» вместо дополнительной монтируемой солнечной батареи, ремонт высокочастотного разъёма радиолюбительской антенны на Базовом блоке |
|      |                                         |                                                                                       |                        |                        |                        | |
| 149. | STS-82 ВКД-1 (из «Дискавери»)           | Марк Ли EMU № 3003 Стивен Смит EMU № 3008                                             | 14 февраля 1997 04:34  | 14 февраля 1997 11:16  | 6 ч 42 мин             | Замена на Космическом телескопе имени Хаббла HST спектрографа GHRS на STIS и спектрографа FOS — на камеру-спектрометр NICMOS |
| 150. | STS-82 ВКД-2 (из «Дискавери»)           | Грегори Харбо EMU № 3014 Джозеф Таннер EMU № 3008                                     | 15 февраля 1997 03:25  | 15 февраля 1997 10:52  | 7 ч 27 мин             | Замена на Космическом телескопе имени Хаббла HST датчика точного гидирования FGS-1 и ленточного записывающего устройства ESTR-2, установка блока дооснащения OCE-EK |